# Liste der Bodendenkmäler in Bayerisch Eisenstein
Auf dieser Seite sind die Bodendenkmäler in der niederbayerischen Gemeinde Bayerisch Eisenstein zusammengestellt. Diese Tabelle ist eine Teilliste der Liste der Bodendenkmäler in Bayern. Grundlage ist die Bayerische Denkmalliste, die auf Basis des Bayerischen Denkmalschutzgesetzes vom 1. Oktober 1973 erstmals erstellt wurde und seither durch das Bayerische Landesamt für Denkmalpflege geführt wird. Die folgenden Angaben ersetzen nicht die rechtsverbindliche Auskunft der Denkmalschutzbehörde.

## Bodendenkmäler der Gemeinde Bayerisch Eisenstein

### Bodendenkmäler im Ortsteil Bayerisch Eisenstein
| Lage                            | Objekt                                                                                        | Akten-Nr.     | Bild |
| ------------------------------- | --------------------------------------------------------------------------------------------- | ------------- | ---- |
| Bayerisch Eisenstein (Standort) | Frühneuzeitliche Hofwüstung im Bereich der Einöde Grafhütte.                                  | D-2-6844-0015 |      |
| Bayerisch Eisenstein (Standort) | Frühneuzeitliche Hofwüstung Oberthurnhof.                                                     | D-2-6844-0016 |      |
| Bayerisch Eisenstein (Standort) | Frühneuzeitliche Hofwüstung Unterthurnhof.                                                    | D-2-6844-0017 |      |
| Bayerisch Eisenstein (Standort) | Frühneuzeitliche Hofwüstung Kleine Scheiben.                                                  | D-2-6844-0018 |      |
| Bayerisch Eisenstein (Standort) | Untertägige Befunde der frühen Neuzeit im Bereich der abgegangenen Arberhütte.                | D-2-6845-0002 |      |
| Bayerisch Eisenstein (Standort) | Untertägige Befunde der frühen Neuzeit im Bereich der abgegangenen Eisensteiner Neuhütte.     | D-2-6845-0003 |      |
| Bayerisch Eisenstein (Standort) | Untertägige Befunde der frühen Neuzeit im Bereich der abgegangenen Eisensteiner Seebachhütte. | D-2-6945-0013 |      |
| Bayerisch Eisenstein (Standort) | Untertägige Befunde der frühen Neuzeit im Bereich der abgegangenen Rabensteiner Regenhütte.   | D-2-6945-0017 |      |

### Bodendenkmäler im Ortsteil Zwieslerwaldhaus
| Lage                        | Objekt                                                 | Akten-Nr.     | Bild |
| --------------------------- | ------------------------------------------------------ | ------------- | ---- |
| Zwieslerwaldhaus (Standort) | Mittelalterlich-frühneuzeitliches Goldseifenhügelfeld. | D-2-6945-0054 |      |
| Zwieslerwaldhaus (Standort) | Mittelalterlich-frühneuzeitliches Goldseifenhügelfeld. | D-2-6945-0056 |      |
| Zwieslerwaldhaus (Standort) | Mittelalterlich-frühneuzeitliches Goldseifenhügelfeld. | D-2-6945-0057 |      |